# Thompson-bülbül
A Thompson-bülbül (Cerasophila thompsoni) a verébalakúak (Passeriformes) rendjébe, ezen belül a bülbülfélék (Pycnonotidae) családjába és a Cerasophila nembe tartozó egyedüli faj. 20 centiméter hosszú. Mianmar és Thaiföld fás területein, erdőkben és parkokban él. Többnyire rovarokkal táplálkozik. Márciustól júliusig költ.

## Fordítás
- Ez a szócikk részben vagy egészben  a   White-headed bulbul című angol Wikipédia-szócikk fordításán alapul.  Az eredeti cikk szerkesztőit annak laptörténete sorolja fel. Ez a jelzés csupán a megfogalmazás eredetét és a szerzői jogokat jelzi, nem szolgál a cikkben szereplő információk forrásmegjelöléseként.